# 1976-os labdarúgó-Európa-bajnokság (döntő)
Az 1976-os labdarúgó-Európa-bajnokság döntőjét a belgrádi Crvena zvezda stadionban játszották 1976. június 20-án. A mérkőzés győztese nyerte az 5. labdarúgó-Európa-bajnokságot. Az egyik résztvevő az 1972-es Európa-bajnok NSZK, ellenfele pedig Csehszlovákia volt. A mérkőzésen a rendes játékidő után 2–2 volt az eredmény, ezt követően a hosszabbításban nem esett gól. A büntetőpárbajt a csehszlovák válogatott nyerte, amely története első Európa-bajnoki címét szerezte.A labdarúgás történetében először dőlt el büntetőkkel egy nagy torna döntője.
Az utolsó tizenegyest Antonín Panenka emlékezetes módon végezte el, a nekifutást követően a labda alá nyesett és a játékszer az elmozduló kapus mellett a háló közepébe hullott. Az ilyen típusú tizenegyest Panenka-tizenegyesnek is nevezik.

## A mérkőzés
| 1976. június 20. 20:15 |

| Csehszlovákia                        | 2–2 (h. u.)                    | NSZK                         |
| ------------------------------------ | ------------------------------ | ---------------------------- |
| Švehlík 8' Dobiaš 25'                | (2–1, 2–2, 2–2) ] Jegyzőkönyv] | Müller 28' Hölzenbein 89'    |
| Büntetőpárbaj                        |                                |                              |
| Masný Nehoda Ondruš Jurkemik Panenka | 5–3                            | Bonhof Flohe Bongartz Hoeneß |

| Crvena zvezda stadion, Belgrád Játékvezető: Sergio Gonella (olasz) |

| Csehszlovákia | NSZK |

| CSEHSZLOVÁKIA:       |    |                   |     |      |
|                      |    |                   |     |      |
| GK                   | 1  | Ivo Viktor        |     |      |
| DF                   | 5  | Ján Pivarník      |     |      |
| DF                   | 4  | Anton Ondruš      |     |      |
| DF                   | 3  | Jozef Čapkovič    |     |      |
| DF                   | 12 | Gőgh Kálmán       |     |      |
| DF                   | 2  | Karol Dobiaš      | 55' | 109' |
| MF                   | 7  | Antonín Panenka   |     |      |
| MF                   | 17 | Ján Švehlík       |     | 79'  |
| FW                   | 10 | Marián Masný      |     |      |
| MF                   | 8  | Móder József      | 59' |      |
| FW                   | 11 | Zdeněk Nehoda     |     |      |
| Cserék:              |    |                   |     |      |
| DF                   | 6  | Ladislav Jurkemik |     | 79'  |
| MF                   | 16 | František Veselý  |     | 109' |
| Szövetségi kapitány: |    |                   |     |      |
| Václav Ježek         |    |                   |     |      |

| NSZK:                |    |                          |  |     |
|                      |    |                          |  |     |
| GK                   | 1  | Sepp Maier               |  |     |
| CB                   | 2  | Berti Vogts              |  |     |
| CB                   | 3  | Bernard Dietz            |  |     |
| CB                   | 4  | Hans-Georg Schwarzenbeck |  |     |
| SW                   | 5  | Franz Beckenbauer        |  |     |
| CM                   | 6  | Herbert Wimmer           |  | 46' |
| CM                   | 7  | Rainer Bonhof            |  |     |
| CM                   | 8  | Uli Hoeneß               |  |     |
| CF                   | 9  | Dieter Müller            |  |     |
| AM                   | 10 | Erich Beer               |  | 80' |
| CF                   | 11 | Bernd Hölzenbein         |  |     |
| Cserék:              |    |                          |  |     |
| CM                   | 14 | Hans Bongartz            |  | 80' |
| CM                   | 15 | Heinz Flohe              |  | 46' |
| Szövetségi kapitány: |    |                          |  |     |
| Helmut Schön         |    |                          |  |     |

| Az 1976-os labdarúgó-Európa-bajnokság győztese |
| ---------------------------------------------- |
| CSEHSZLOVÁKIA 1. cím                           |